# Ironi Ashkelon
El Elitzur Ashkelon es un equipo de baloncesto israelí que compite en la National League, la segunda división del país. Tiene su sede en la ciudad de Ascalón. Disputa sus partidos en el Daret boyd Arena, con capacidad para 3.000 espectadores.

## Historia
El club se creó en 2002 con el nombre de Elitzur Ashkelon, partiendo de divisiones inferiores. En 2003 se proclama campeón de la Liga Nacional, la tercera división del baloncesto israelí, ascendiendo a la Liga Leumit. Tan sólo un año después logran el ascenso a la Ligat Winner, y en su primera temporada en la máxima competición del país alcanzan las semifinales en los play-offs.
En competiciones internacionales, su mejor resultado sucedió en 2006, cuando alcanzaron los cuartos de final de la Eurocopa del Desafío, siendo derrotados por el Ural Great Perm. En su última temporada en la liga israelí acabó en la sexta posición de la fase regular, cayendo en cuartos de final de los play-offs ante el Galil Gilboa por 3-0.

## Posiciones en Liga
- 2005 - (4)
- 2006 - (6)
- 2007 - (9)
- 2008 - (5)
- 2009 - (8)
- 2010 - (6)
- 2011 - (10)
- 2012 - (8)
- 2013 - (12-Winner League)
- 2014 - (5-Nat)
- 2015 - (9-Nat)

## Palmarés
- Winner Cup:
  - Campeón (1): 2006

- Liga Leumit:
  - Campeón (1): 2002-03

## Jugadores destacados
| - Andrés Berman - Mark Dean - Jadranko Smojver - Siergiej Babenko - Rodger Farrington - Avin Ben-Chimol - Niv Berkowitz - Avi Eliyahu - Dror Hagag - Raviv Limonad - Erez Markovitz - Moshe Mizrahi - Yuval Naimy - Yehu Orland - Moran Roth - Andrius Jurkūnas - Flavius Lapuste - Milijan Bocka - Ivan Kuburovic - Terry Acox - Myron Allen - Chad Austin - Dexter Boney - Stanley Brandy - Paul Carter | - H.L.Coleman - Marcus Dove - Jay Edwards - Desmon Farmer - Eddy Fobbs - Joseph Forte - Jonathan Gibson - Phil Goss - Taj Gray - Rodney Green - Tephen Hamilton - Darrell Harris - Marcus Hatten - Jonathan Haynes - Michael Haynes - James Head - John Hudson - Tim James - DeMarco Johnson - Michael Hakim Jordan - Marco Killingsworth - Brandon Kurtz - Chris Massie - Andre McCollum - Wendell McKines | - Julien Mills - Jonathan Mitchell - Casey Mitchell - Dwayne Mitchell - Marcus Moore - Raymar Morgan - Ellis Myles - Andrae Patterson - John Peppet - Marque Perry - Damon Peterson - Tim Pickett - Adrian Pledger - Gabe Pruitt - Whitney Robinson - Louis Rowe - Brooks Sales - David Shelton - Jamie Skeen - Omar Sneed - Alvin Snow - John Taft - Glen Terrel Thomas - Gregg Thondique | - Brian Tolbert - Louis Truscott - Rahshon Turner - Wayne Wallace - Rocky Walls - Kenyan Wells - Nate Williams - Avis Wyatt - Tal Michael Dunne - Derett Boyd - Jonhatan Nir - C. J. Bruton - Tyrone Grant - Jarvis Hayes - Kevin Bradshaw - Cory Carr - Miki Grinkovic - Jermaine Hall - Jon Jaques - Jeron Roberts - Chris Watson - Ekene Ibekwe - Tony Skinn - Steve Burtt (1984) |